# Timothy Bell
Timothy John Leigh Bell, Barone di Belgravia (Londra, 18 ottobre 1941 – Londra, 25 agosto 2019) è stato un manager britannico, attivo nel settore della pubblicità e delle pubbliche relazioni. Divenne noto soprattutto per il suo ruolo di consulente di Margaret Thatcher.
Nel 1970 fu nominato amministratore delegato di Saatchi and Saatchi; lasciata l'azienda, nel 1985 fondò la Lowe Howard-Spink & Bell, di cui sarebbe poi stato vicepresidente, e rilevò la Lowe Bell Communications nel 1989, facendone la propria agenzia. Nel 1994 diventò presidente della Chime Communications, che incorporerà il Bell Pottinger Group nel 2012.
Il suo rapporto con Margaret Thatcher iniziò con le vittoriose elezioni generali nel Regno Unito del 1979; Bell fu il regista a tutto campo della campagna elettorale del partito conservatore. Inventò lo slogan vincente “Labour isn’t working”, corteggiò i giornali per attaccare i rivali laburisti, consigliò la candidata anche in fatto di look.
Nel 1984 fu distaccato al National Coal Board per strategie comunicative volte fronteggiare lo sciopero dei minatori; qui lavorò sulle relazioni con i media fissando i termini delle negoziazioni e il corso della politica governativa.
Dal 31 luglio 1998 fino al decesso fu membro della Camera dei lord.
È morto il 25 agosto 2019. Qualche giorno prima del decesso aveva dichiarato di avere un figlio segreto diventato famoso nel mondo dello spettacolo, di cui però non ha voluto dire il nome.